# سادهنا

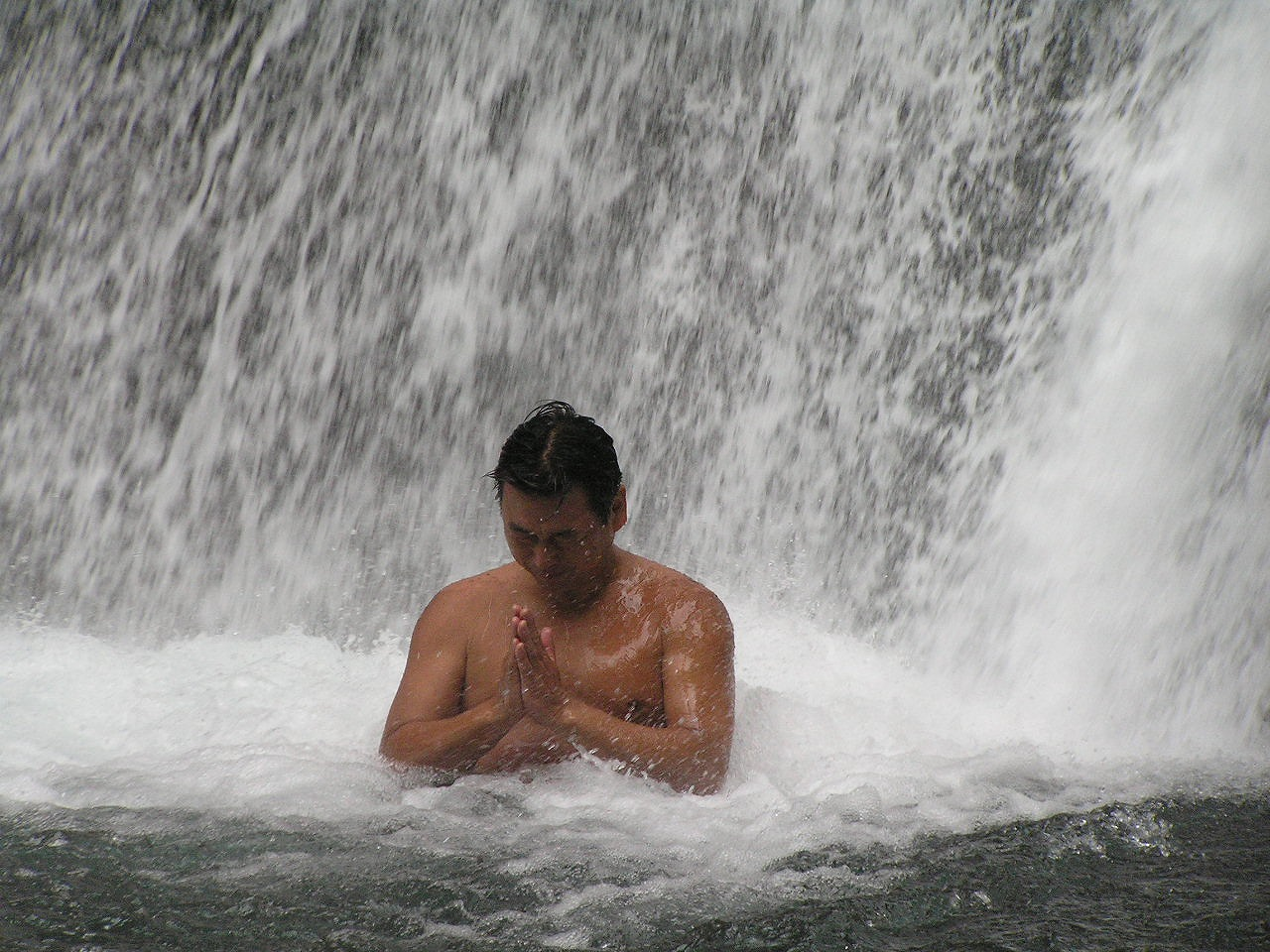
سادهنای بودایی در ژاپن.

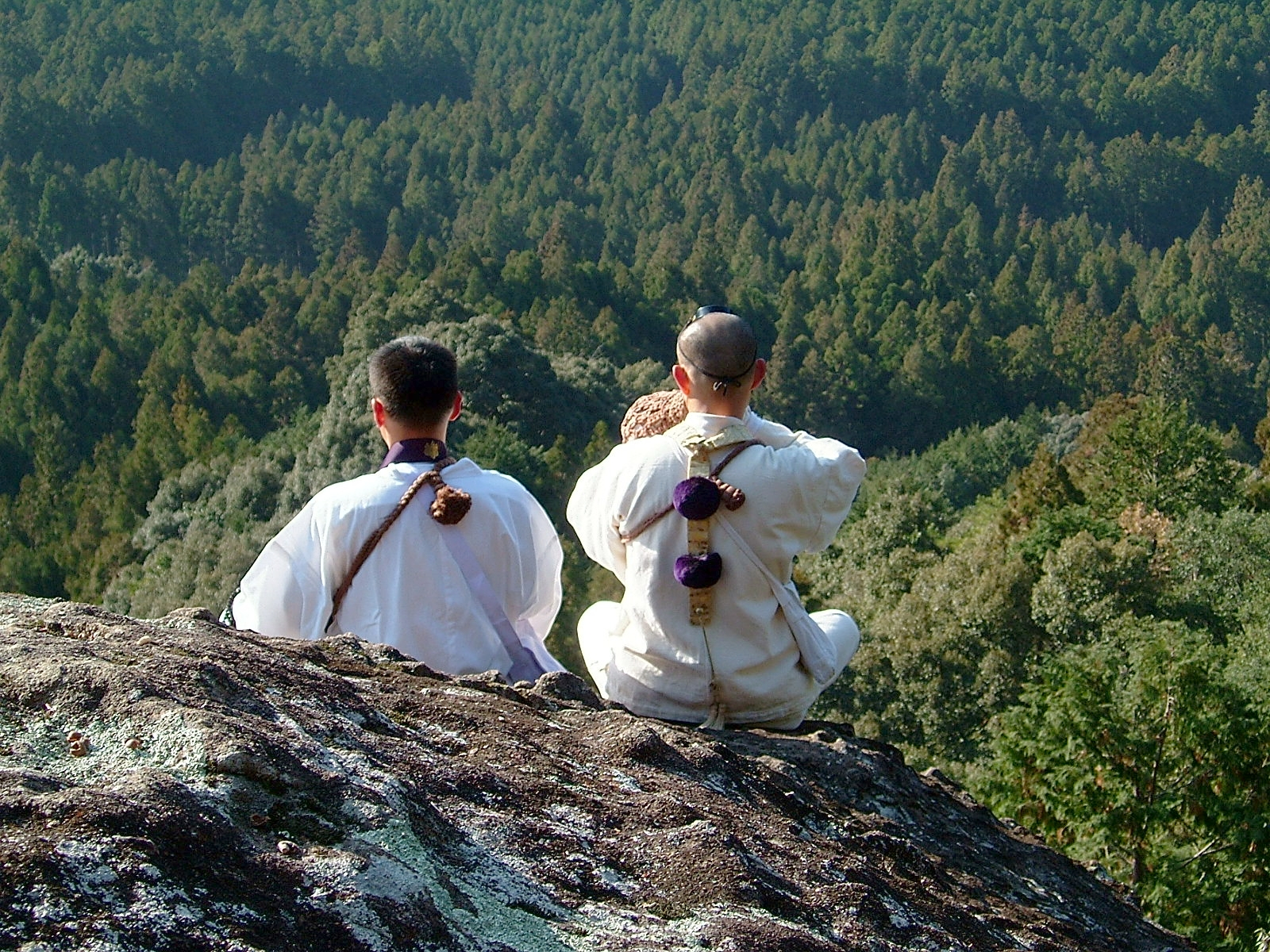
شوگِندو سادهنا (ژاپن).

سادهَنا یا راه‌کار (به سانسکریت: साधना، Sādhanā؛ تبتی: སྒྲུབ་ཐབས་؛ چینی: 修行؛ پین‌یین: xiūxíng)، مفهومی به معنی انجام تمرینات معنوی، برگرفته از سنت یوگایی، در آیین هندو،، بودیسم، و آیین جین است. مورخ هندی باتاچاریا تعریف زیر را از تأثیر سادهنا ارائه می‌دهد: «سادهانای مذهبی از افراط در دنیاپرستی جلوگیری می‌کند و ذهن و خلق و خوی bhāva را در قالبی می‌ریزد که از آن دانش قناعت و رستگاری از بستگی‌ها ایجاد می‌شود.» به تمرین‌کنندهٔ سادهنا، سادهَک یا سادهَکا گفته می‌شود.
خاستگاه سادهنا در آیین هندو قرار دارد و این واژه، به‌طور تحت‌اللفظی در سانسکریت به معنی «وسیلهٔ دست‌یابی»، یا «تمرین معنوی» است. 
سادهنا شامل آیین‌های مراقبه‌ای مختلف است. در هندوئیسم، این یک نگرش ذهنی و نگرش زندگی است که در طی تمرینات به وجود می‌آید. هدف سادانا رسیدن به سطح معنوی خاصی است. بودیسم بِری هیمالیا از کلمه سادهنا استفاده می‌کند، اما معنای دیگری به آن می‌دهد. سادهنا در آیین سیک نیز به کار می‌رود و در آنجا همان معنای هندوئیسم را دارد.
در وجره‌یانه، سادهنا نوعی کتابچه راهنمای مراقبهٔ تجسمی است که آیین‌های آن خطاب به یک یا چند خدا اجرا می‌شود. مراقبه‌کننده با خدایی که موضوع مراقبه است یکی می‌شود. فرقی نمی‌کند که این کار از طریق یک مسیر پیچیده، ترسیم‌شده یا به صورت خودجوش انجام شود. گاه ممکن است یک وِرد (مانترا) یا اندیشه برای دست‌یافتن به یکی‌شدگی کافی باشد و گاه ممکن است نیازمند مراسمی طولانی شامل تزکیه، تلاوت، قدرت تخیل، پیشکش‌آوری، وردخوانی و استفاده از دست‌نشانه‌ها (مودرا) شود.
نمونه‌هایی از آثار باقی‌مانده از این کتابچه‌ها عبارتند از «سادهه‌نَمالا» Sādhanamālā (گُل‌تاجِ دست‌یابی) و گوهیَسُمُیُ‌سادهه‌نَمالا Guhyasamayasādhanamālā. توصیفات به‌جامانده در این متون که از خدایان شده، برای بررسی علمی شمایل‌نگاری‌ها نیز مهم هستند. سادهنا پاده یکی از چهار کتاب یوگاسوترای پاتانجلی است.